# Södermanlands runinskrifter Fv1959;262
Runinskrift Sö Fv1959;262 är en runsten som står utmed Kalvsviksvägen vid gården Lövhagen i Österhaninge socken och Haninge kommun på Södertörn.

## Stenen
Stenen hittades vid dikesgrävning år 1956 av bonden Rickard Åkerblom i Lövhagen. Den påträffades på trettio centimeters djup i en näraliggande åker utmed Husbyån, vilket påvisar att den forntida vägen troligen gått ungefär där stenen upptäcktes. Den flyttades och restes 1958 vid nuvarande vägen. Eftersom inskriften är grunt ristad i ett poröst material har vissa delar vittrat bort. Ornamentiken uppvisar två ormar vars huvuden är låsta med ett koppel i basen, medan svansarna sammanslutes på ristningens övre del. Ormarna är sedda i profil. Stenen restes av två systrar för att hedra en broder.

## Inskriften
Runsvenska: a-thkuthr auk arkir li-u raisa ...a...ai... -t b...th- -in
Nusvenska: "Ödgunn och Arngärd läto resa denna sten efter..., sin broder"